# Capilla de Nuestra Señora de la Concepción (Mezquita-catedral de Córdoba)
La capilla de la Concepción, también conocida como capilla del Santísimo Sacramento, es una de las capillas adosadas al muro occidental de la Mezquita-catedral de Córdoba. La iniciativa de su construcción se debe al obispo de Córdoba Alfonso de Salizanes y Medina, quien adjudicó las obras al arquitecto Melchor de Aguirre. Las obras de construcción comenzaron en 1679 y se concluyeron en 1682, siendo el obispo Alfonso de Salizanes enterrado en la capilla tras su fallecimiento tres años más tarde.

## Historia
No le resultó fácil al entonces obispo encontrar un solar despejado en el interior de la Mezquita-catedral para poder levantar una capilla dedicada a la Concepción de Nuestra Señora, pero entre las capillas del costado oriental algunas se encontraban muy deterioradas o casi destruidas. Este era el caso de la antigua capilla de San Matías, que fundara el caballero veinticuatro Fernán Gómez de Herrera en el siglo XIV. El obispo solicitó al cabildo catedralicio que se instalara en ella la pila bautismal, colocada en aquel momento en el muro occidental, para que el sitio ocupado por ella quedara libre y pudiera así ser destinado a la proyectada capilla de la Inmaculada Concepción.
El lugar del que se sacó la pila bautismal poseía el espacio suficiente para poder realizar la obra anhelada. La capilla es una de las más espléndidas de la Mezquita-catedral y se halla en muy buen estado de conservación. El obispo Salizanes hizo el encargo del proyecto y dirección de la obra al arquitecto Melchor de Aguirre, y se comenzó a construir en 1679.

## Descripción

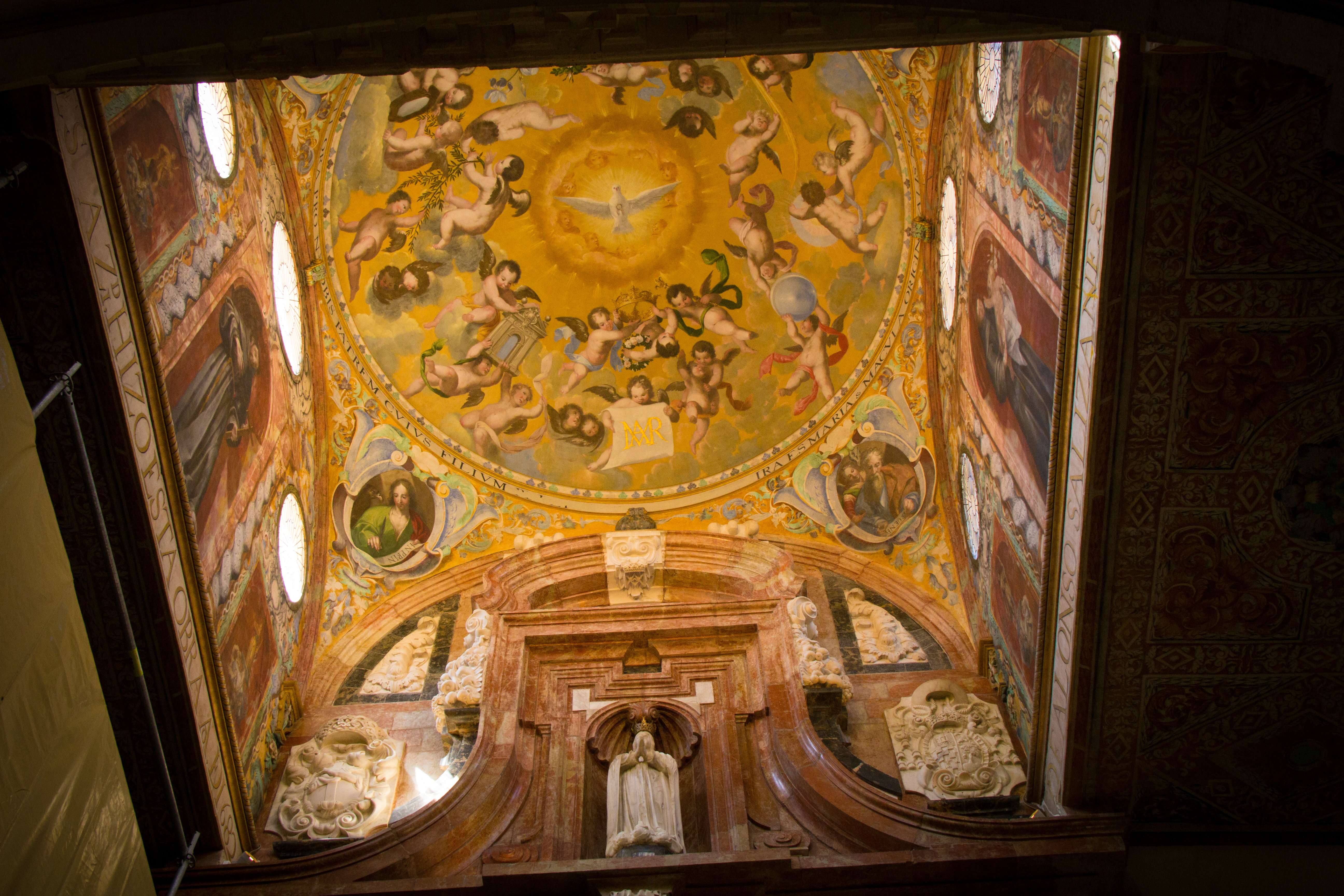
Cúpula frente a la capilla.

La capilla se halla constituida por dos partes. La primera, denominada antecapilla, va culminada por una cúpula de media naranja adornada con pinturas del artista Juan de Alfaro donde se representan en el centro al Espíritu Santo en torno al cual vuelan angelotes que sostienen símbolos marianos. En las pechinas se representan a los cuatro Evangelistas con sus nombres en cartelas. Los paramentos con ventanas también se adornaron con pinturas de San Francisco de Asís y San Antonio de Padua, mientras que en la cornisa se lee Tota pulchra es Maria. Además, también se aprecia una pila agua bendita y, sobre ella, una pintura al óleo que representa a San Acisclo, patrón de la ciudad, realizada por Antonio del Castillo (1645) en competencia con Cristóbal Vela para ver quién de los dos realizada las pinturas de la capilla Mayor.
La hermosa portada de acceso está materializada en mármol rojo procedente de Cabra y está embellecida por un arco de medio punto en el que se superpone un pequeño templete destinado a albergar una pequeña imagen de la Inmaculada Concepción y dos escudos, el del obispo Medina y Salizanes y el escudo de la orden franciscana, a la que pertenecía el mencionado obispo. La reja que cierra el paso a la capilla fue ejecutada por Pedro de León en 1682.
El retablo de la capilla es también realización de Melchor de Aguirre y su realización fue concertada en 1680. Se trata de una obra admirablemente conjuntada en acertadas combinaciones de piedra de Luque y mármoles rojos de Cabra y blancos de Génova. En el centro se halla la imagen de la Inmaculada Concepción, flanqueada por las de San José y Santa Ana. Las tres imágenes fueron esculpidas por el escultor granadino Pedro de Mena. El sagrario es de mármol, realizado por Rafael García Rueda en 1949.
En los paramentos laterales se conservan dos esculturas orantes en la capilla, de autor anónimo. En una de ellas está representado el obispo Salizanes, fundador de la capilla, y en la otra San Ildefonso, arzobispo de Toledo. En el capillo del obispo está labrado su escudo episcopal y en las cenefas aparecen San Juan Evangelista y San Andrés; mientras que en la del arzobispo aparece la imposición de la casulla por la Virgen María.

## Enterramientos
En esta capilla se hallan sepultados los siguientes obispos de Córdoba:
- Alfonso de Salizanes y Medina O.F. (1675-1685).
- Juan Alfonso de Alburquerque (1857-1874).
- José Pozuelo y Herrero (1898-1913).
- Adolfo Pérez Muñoz (1920-1945).
- Manuel Fernández-Conde (1959-1970).

Asimismo, se encuentran enterrados familiares del fundador de la capilla como Francisco de Medina y Requeno, Francisco de Ayuna y Medina y José de Medina y Corella, todos arcedianos de la comarca de Los Pedroches, en el norte de la provincia de Córdoba.